# Луций Генуций Авентиненсис (консул 303 пр.н.е.)
Вижте пояснителната страница за други личности с името Луций Генуций Авентиненсис.
Луций Генуций Авентиненсис (на латински: Lucius Genucius Aventinensis) e политик на Римската република.
През 303 пр.н.е. той е консул с колега Сервий Корнелий Лентул.